# Reticolo triclino

Rappresentazione della cella T

Il reticolo triclino (o reticolo T) è uno dei 14 reticoli di Bravais, appartenente al sistema triclino.